# Kleinsulz
Kleinsulz ist eine Ortschaft in der Gemeinde Kalsdorf bei Graz im Bezirk Graz-Umgebung in der Steiermark.
Kleinsulz befindet sich südöstlich von Kalsdorf zwischen Kalsdorf und der Mur und liegt zum Teil in der Katastralgemeinde Kalsdorf und zum Teil in der Katastralgemeinde  Großsulz, das sich etwa einen Kilometer flussabwärts befindet. Erstmals urkundlich erwähnt wird der Ort im Jahre 1139, als Erzbischof Konrad I. von Salzburg eine Urkunde ausstellte, in dem er dem Stift Admont seinen Besitz bestätigte und unter den Schenkungen, die das Stift erhalten hatte, auch das Dorf Sulza anführte. Später auch als Obersulz bezeichnet, war Kleinsulz nur etwa ein Drittel so groß wie Großsulz, das auch Niedersulz genannt wurde.